# Helicops nentur
Helicops nentur — вид змій родини полозових (Colubridae). Ендемік Бразилії. Описаний у 2016 році.

## Поширення і екологія
Helicops nentur відомі з п'яти місцевостей, розташованих на сході штату Мінас-Жерайс. Вони зустрічаються в різних природних середовищах, зокрема в тропічних лісах, саванах серрадо і чагарниках каатинги. Ведуть водний спосіб життя.